# Koroivos Amaliadas BC
Il Koroivos Amaliadas BC (in greco Α.Σ. Κόροιβος Αμαλιάδας ovvero Associazione Atletica Koroivos Amaliadas) è una società cestistica avente sede nella città di Amaliada, Elide, in Grecia e militante in A1 Ethniki.

## Storia
Come appare dalla denominazione, il club è parte di una polisportiva e la sezione cestistica ha iniziato la sua storia nel 1983. Il nome della società deriva da Corebo di Elide, il primo vincitore olimpico nativo della regione dell'Elide. Nella stagione 2013-14, giungendo al secondo posto nel campionato di A2 Ethniki ha ottenuto la sua prima e storica promozione nel massimo campionato greco.

## Colori e simbolo
I colori della maglia del Koroivos Amaliadas sono il bianco ed il blu. Il simbolo raffigura Corebo di Elide.

## Roster 2017-2018
Aggiornato al 17 maggio 2018.
|    | Naz.                   | Ruolo | Sportivo                | Anno | Alt. | Peso | Note |
| -- | ---------------------- | ----- | ----------------------- | ---- | ---- | ---- | ---- |
| 0  | Stati Uniti (bandiera) | G     | Quenton DeCosey         | 1994 | 197  | 92   |      |
| 1  | Stati Uniti (bandiera) | P     | Jahii Carson            | 1992 | 178  | 82   |      |
| 3  | Stati Uniti (bandiera) | G     | Marcus Posley           | 1994 | 185  | 91   |      |
| 4  | Stati Uniti (bandiera) | AC    | Kevin Langford          | 1985 | 204  | 111  |      |
| 6  | Grecia (bandiera)      | P     | Iakovos Milentigievits  | 1997 | 185  | 80   |      |
| 7  | Grecia (bandiera)      | A     | Tasos Antōnakīs         | 1992 | 205  | 107  |      |
| 9  | Grecia (bandiera)      | C     | Giannīs Sachpatzidīs    | 1993 | 208  | 110  |      |
| 10 | Grecia (bandiera)      | AP    | Dionysīs Skoulidas      | 1997 | 201  | 98   |      |
| 11 | Grecia (bandiera)      | P     | Alexandros Spyridōnidīs | 1995 | 182  | 79   |      |
| 17 | Grecia (bandiera)      | G     | Andreas Bekris          | 1993 | 191  | 84   |      |
| 20 | Stati Uniti (bandiera) | AG    | Adam Kemp               | 1990 | 208  | 107  |      |
| 24 | Stati Uniti (bandiera) | A     | Shaquille Hines         | 1993 | 203  | 88   |      |

### Staff tecnico
| Allenatore: | Dinos Kalampakos                            |
| Assistenti: | Nikos Papanikolopoulos, Alexis Velissarakos |